# اسپهبد پهلو
اسپهبد پهلو فرمانده ارتش ساسانیان و فرماندار (مرزبان) ارمنستان بین سال‌های ۵۸۱ تا ۵۸۸ میلادی که پس از وراز وزور و پیش از فرهاد به این سمت رسید.